# Washboard

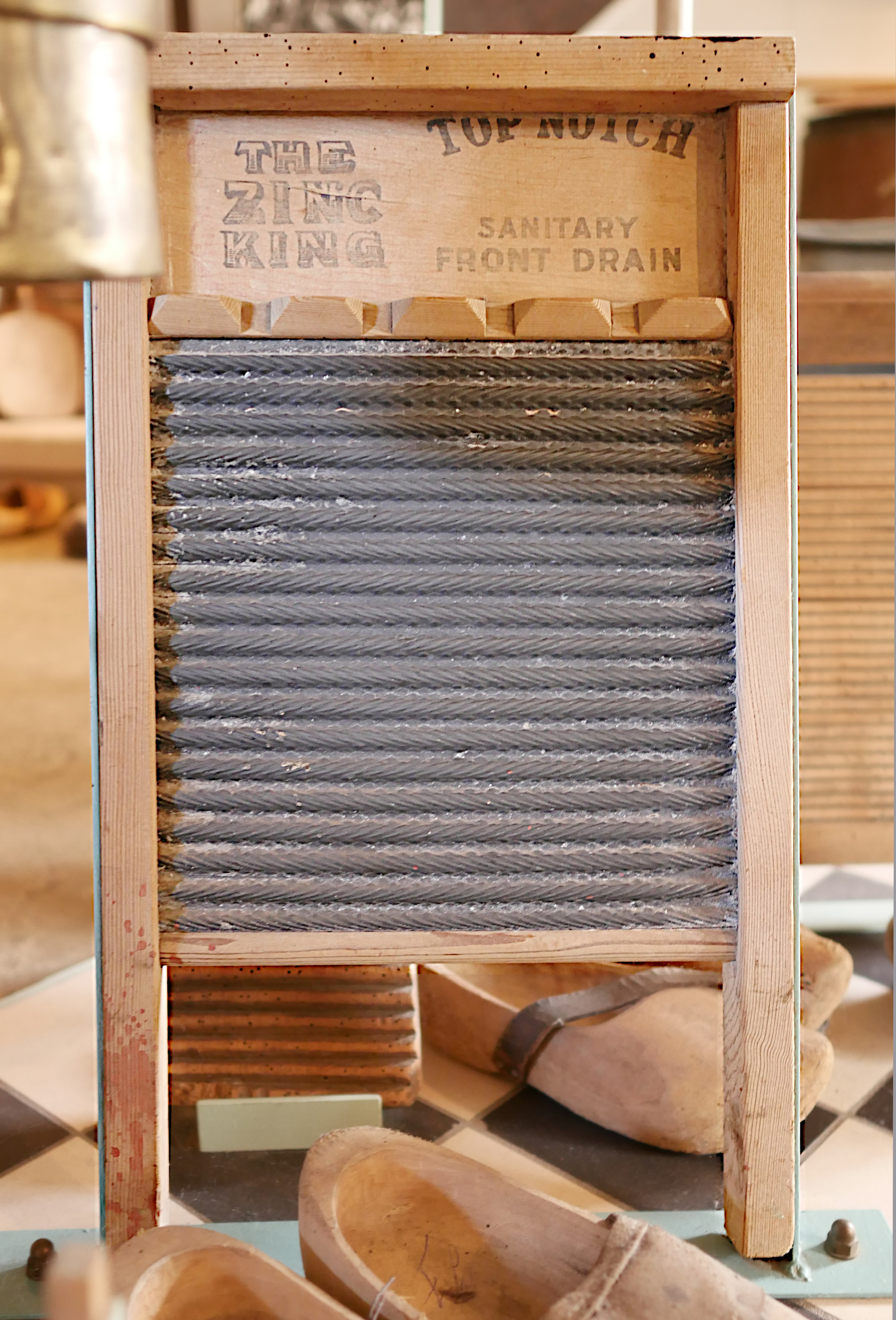
Egy washboard

A washboard („mosódeszka”) észak-amerikai népi hangszer. Formája a mángorláshoz használt, fából készült, fabordás eszközből ered, neve is ezt őrzi. Hangszerként széles körben az 1920–1930-as években terjedt el. Ekkoriban a nagyobb, három-öt tagú együttesek a városi fekete közösségekben alakultak meg, és ezeket washboard bandeknek vagy jug bandeknek nevezték. A washboardot ritmushangszerként alkalmazták.

## Játékmódja
A nyakba akasztható hangszer fémből készül és nyakba akasztva szólaltatják meg a kezek ujjaira húzott gyűszűk segítségével. Alkalmanként más eszközöket (pl. kanalakat) is használnak.